# Tualang (Seuruway)
Tualang is een bestuurslaag in het regentschap Aceh Tamiang van de provincie Atjeh, Indonesië. Tualang telt 460 inwoners (volkstelling 2010).